# Ardmore (Alabama)
Pour les articles homonymes, voir Ardmore.
Ardmore est une municipalité américaine située dans le comté de Limestone en Alabama. Selon le recensement de 2010, sa population est de 1 194 habitants.

## Géographie
Ardmore est située à la frontière avec le Tennessee. De l'autre côté de la frontière, on trouve la ville d'Ardmore (Tennessee), à cheval sur les comtés de Giles et de Lincoln. Selon le Bureau du recensement des États-Unis, la municipalité s'étend sur 2,05 milles carrés (5,31 km2).

## Histoire
En 1910, les travaux du Louisville and Nashville Railroad entre Nashville et Decatur débutent. L'année suivante, Alex Austin ouvre un commerce en Alabama pour le chantier du chemin de fer ; la localité qui s'y créée prend alors le nom d'Austin.
En 1914, le chemin de fer est mis en service et la gare est dénommée Ardmore. La ville d'Austin adopte par la suite ce nom, qui fait référence au port irlandais d'Ardmore. Une partie de la ville se développe du côté de l'Alabama, qui accueille notamment une école dès 1915, tandis qu'une autre s'étend dans le Tennessee, où se trouve notamment la banque d'Ardmore à partir de 1918. Ardmore devient une municipalité de l'Alabama en 1922.

## Démographie
| 1930 | 1940 | 1950 | 1960 | 1970 | 1980  |
| ---- | ---- | ---- | ---- | ---- | ----- |
| 266  | 381  | 408  | 439  | 761  | 1 096 |

| 1990  | 2000  | 2010  | - | - | - |
| ----- | ----- | ----- | - | - | - |
| 1 090 | 1 034 | 1 194 | - | - | - |